# فرودگاه کن – ماندلیو
فرودگاه کن – ماندلیو (به انگلیسی: Cannes – Mandelieu Airport) (به زبان بومی: Aéroport de Cannes - Mandelieu) یک فرودگاه همگانی با کد یاتا CEQ است که یک باند فرود آسفالت دارد و طول باند آن ۱۶۱۰ متر است. این فرودگاه در شهر کن کشور فرانسه قرار دارد و در ارتفاع ۴ متری از سطح دریا واقع شده‌است.